# كريستس نيولاندز
كريستس نيولاندز (باللاتفية: Krists Neilands)‏ (و. 1994  م) هو راكب دراجة هوائية لاتفي، ولد في فينتسبيلس.

## سجل الفوز

### سباقات أو مراحل فاز بها
| التاريخ        | السباق                                                       | المركز                                          |
| -------------- | ------------------------------------------------------------ | ----------------------------------------------- |
| 09 أبريل 2016  | روند فان فلانديرن بيلوفتن 2016                               | الخامس في التصنيف العام                         |
| 22 مايو 2016   | طواف كاليفورنيا 2016                                         | الثامن في تصنيف أفضل شاب                        |
| 22 يونيو 2016  | سباق الطريق ضد الساعة للرجال تحت 23 سنة في بطولة لاتفيا 2016 | الفائز في التصنيف العام                         |
| 26 يونيو 2016  | سباق الطريق للرجال تحت 23 سنة في بطولة لاتفيا 2016           | الفائز في التصنيف العام                         |
| 01 يناير 2017  | أوكولو سلوفينسكا 2017                                        | السادس في التصنيف العام                         |
| 15 أغسطس 2017  | فولتا البرتغال 2017                                          | الفائز في ترتيب النقاط للشباب                   |
| 04 فبراير 2018 | طواف هيرالد صن 2018                                          | التاسع في التصنيف العام                         |
| 04 مارس 2018   | جي بي إندوستريا وأرتيجياناتو 2018                            | السابع في التصنيف العام                         |
| 15 يونيو 2018  | دوارس دور هيت هاجلاند 2018                                   | الفائز في التصنيف العام                         |
| 25 يوليو 2018  | برويبا فيلافرانسا دي أورديزيا 2018                           | المركز الثالث                                   |
| 05 مايو 2019   | فولتا أستورياس 2019                                          | المركز الثاني                                   |
| 16 يونيو 2019  | طواف المجر 2019                                              | الفائز في التصنيف العام، الفائز في ترتيب التسلق |
| 18 أغسطس 2019  | سباق النرويج 2019                                            | الفائز في ترتيب النقاط للشباب، المركز الثالث    |
| 05 سبتمبر 2019 | 2019 Izegem Koers                                            | المركز الثالث                                   |
| 18 سبتمبر 2019 | جي بي دي والوني 2019                                         | الفائز في التصنيف العام                         |

## روابط خارجية
- كريستس نيولاندز على موقع الاتحاد الدولي للدراجات (الإنجليزية)
- كريستس نيولاندز على موقع أرشيف الدراجات (الإنجليزية)
- كريستس نيولاندز على موقع إحصائيات الدراجات الإحترافية (الإنجليزية)
- كريستس نيولاندز على موقع نسبة الدراجات (الإنجليزية)
- كريستس نيولاندز على موقع CycleBase (الإنجليزية)
- كريستس نيولاندز على موقع اللجنة الأولمبية الدولية (الإنجليزية)
- كريستس نيولاندز على موقع أوليمبيديا (الإنجليزية)